# Abner Felipe Souza de Almeida
Abner Felipe Souza de Almeida (Londrina, 30 mei 1996) – alias Abner – is een Braziliaans voetballer die bij voorkeur als linksback speelt. Hij verruilde in juli 2014 Coritiba voor Real Madrid Castilla.

## Clubcarrière
Abner komt uit de jeugdopleiding van Coritiba. Hij debuteerde in september 2013 in de Braziliaanse Série A, tegen Goiás. Op 16 juli 2014 werd bekend dat hij de overstap maakte naar Real Madrid CF, waar hij aansloot bij het tweede elftal, op dat moment actief in de Segunda División B.

## Interlandcarrière
Abner speelde negen keer in Brazilië –17, waarin hij één doelpunt scoorde. In 2014 debuteerde hij in Brazilië –20.
1 Belman ·
2 López ·
3 García ·
4 Chust ·
5 de la Fuente ·
6 Calderón ·
7 Franchu ·
8 Abou ·
9 Gelabert ·
10 Fidalgo ·
12 Rodríguez ·
13 Altube ·
14 Bravo ·
15 Hernández ·
16 Blanco ·
17 Rodrigo ·
18 Gila ·
19 Reinier ·
20 Park ·
21 Gual ·
22 Baeza ·
23 Martín ·
24 Latasa ·
27 Fuidias ·
Ruiz ·
Coach: Raúl